# تپه کهنه کاروانسرا
تپه کهنه کاروانسرا مربوط به سده‌های اولیه دوران‌های تاریخی پس از اسلام است و در شهرستان بوئین‌زهرا، بخش آوج، روستای سلطان بلاغ واقع شده و این اثر در تاریخ ۱۹ اسفند ۱۳۸۰ با شمارهٔ ثبت ۴۹۲۸ به‌عنوان یکی از آثار ملی ایران به ثبت رسیده است.